# Hipsodontins
Els hipsodontins (Hypsodontinae) són una subfamília extinta de mamífers artiodàctils de la família dels bòvids que visqueren al Vell Món durant el Miocè. Se n'han trobat restes fòssils a Geòrgia, Grècia, l'Índia, Kenya, Líbia, Mongòlia, Rússia, Sèrbia, Turquia i la Xina. Els seus primers representants mancaven de banyes, però aquest caràcter ja havia esdevingut habitual en el Miocè mitjà. L'altíssim grau d'hipsodòncia de les seves dents postcanines fa pensar que l'herba i altres plantes bastes constituïen la major part de la seva dieta.